# 파워스 부스
파워스 부스(Powers Boothe, 1948년 6월 1일 ~ 2017년 5월 14일)는 미국의 배우이다.

## 출연 작품
- 툼스톤
- 살인 표적
- 써든 데스
- 에이전트 오브 쉴드 시즌 3